# Julija Leanzjuk
Julija Sjarhejeuna Leanzjuk (belarussisch Юлія Сяргееўна Леанцюк, englisch Yuliya Leantsiuk; * 31. Januar 1984 in Pinsk, Weißrussische SSR, Sowjetunion) ist eine belarussische Leichtathletin, die sich auf das Kugelstoßen spezialisiert hat.

## Sportliche Laufbahn
Erste internationale Erfahrungen sammelte Julija Leanzjuk im Jahr 2001, als sie bei den Jugendweltmeisterschaften im ungarischen Debrecen mit einer Weite von 15,08 m die Bronzemedaille gewann, ehe sie beim Europäischen Olympischen Jugendfestival (EYOF) in Murcia mit 14,47 m siegte. Im Jahr darauf belegte sie bei den Juniorenweltmeisterschaften in Kingston mit 16,03 m den siebten Platz und 2003 gewann sie bei den Junioreneuropameisterschaften in Tampere mit 16,29 m die Silbermedaille. 2005 belegte sie bei den U23-Europameisterschaften in Erfurt mit 17,91 m Vierte, wie auch bei den Halleneuropameisterschaften in Birmingham mit einem Stoß auf 18,10 m. Anschließend nahm sie an der Sommer-Universiade in Bangkok teil und gewann dort mit 17,20 m die Silbermedaille hinter der Russin Irina Tarassowa. Auch bei den Militärweltspielen in Hyderabad sicherte sie sich mit 16,32 m die Silbermedaille, diesmal hinter der Russin Anna Omarowa. 2008 wurde sie bei einer Dopingkontrolle während des Leichtathletik-Europacups positiv auf Testosteron getestet und wegen dieses Verstoßes gegen die Dopingbestimmungen für zwei Jahre gesperrt.
Nach Ablauf ihrer Sperre qualifizierte sie sich 2013 erstmals für die Weltmeisterschaften in Moskau, bei denen sie aber mit 17,73 m den Finaleinzug verpasste. Im Jahr darauf belegte sie bei den Hallenweltmeisterschaften in Sopot mit 18,16 m den sechsten Platz und wurde bei den Europameisterschaften in Zürich im August desselben Jahres mit 18,68 m Vierte. 2015 gewann sie bei den Halleneuropameisterschaften in Prag mit einer Weite von 18,60 m die Silbermedaille hinter der Ungarin Anita Márton. Im August erreichte sie bei den Weltmeisterschaften in Peking das Finale und klassierte sich dort mit 18,25 m auf dem siebten Platz. Im Jahr darauf erreichte sie bei den Europameisterschaften in Amsterdam mit 18,20 m erneut Rang vier und qualifizierte sie zusätzlich für die Teilnahme an den Olympischen Spielen in Rio de Janeiro, bei denen sie mit 17,66 m aber bereits in der Qualifikation ausschied.
2017 gewann sie bei den Halleneuropameisterschaften in Belgrad mit einem Stoß auf 18,32 m die Bronzemedaille hinter der Ungarin Anita Márton und Radoslawa Mawrodiewa aus Bulgarien. Im Sommer belegte sie bei den Weltmeisterschaften in London mit 18,12 m im Finale den siebten Platz. Bei den Leichtathletik-Hallenweltmeisterschaften 2018 in Birmingham erreichte sie mit 17,44 m Rang elf und 2019 wurde sie bei den Militärweltspielen in Wuhan mit 16,15 m Achte.
In den Jahren 2016 und 2017 wurde Leanzjuk belarussische Meisterin im Kugelstoßen im Freien sowie 2007, 2015, 2016 und 2018 in der Halle.

## Persönliche Bestleistungen
- Kugelstoßen: 19,79 m, 31. Mai 2008 in Brest
  - Kugelstoßen (Halle): 19,00 m, 20. Februar 2015 in Mahiljou